# Хондекутер, Гиллис Клас де
Гиллис Клас де Хондекутер (нидерл. Gillis Claesz d'Hondecoeter; 1575, Антверпен — 17 октября 1638, Амстердам) — голландский рисовальщик и гравёр в технике офорта, живописец-анималист, мастер натюрмортов с дичью и картин с изображениями птиц, зверей, охотничьими трофеями. Представитель большой семьи художников-анималистов, происходившей из Фландрии, многие члены которой эмигрировали в Голландию.

## Семья Хондекутеров
Гиллис Клас де Хондекутер был сыном главы семьи — Николаса Янса де Хондекутера (?—1609), племянником и учеником Руланта Саверея, тестем Яна Баптиста Веникса. Художником был и его брат Ханс де Хондекутер. Николас Янс бежал в Делфт через Антверпен, скорее по экономическим, а не по религиозным причинам (они были католиками). Николас Янс де Хондекутер и его жена Яннекен ван дер Бурхт крестили свою дочь Марию в Антверпене 13 апреля 1585 года.
Сын Гиллиса Класа — Гисберт де Хондекутер (1604—1653) подражал картинам отца. В том же стиле работал и внук Гиллиса — Мельхиор де Хондекутер (1636—1695), живописец натуралистического направления, создававшего картины-обманки с изображениями птиц так ловко, что его прозвали «Рафаэлем птиц».

## Биография Гиллиса Класа де Хондекутера
Гиллис Клас де Хондекутер родился между 1575 и 1580 годом в Антверпене (или, возможно, в Мехелене); затем, в 1580-х годах вместе с семьёй переселился в Голландию, в Делфт.
Гиллис Клас учился живописи у отца, работал преимущественно в Утрехте (с 1600 или 1602 года). В 1610 или 1615 году переселился в Амстердам, где оставался до самой смерти.
Гиллис был дважды женат: в 1602 году в Делфте он женился на Марике Гийбрехтс (Marijke Gijbrechts). У них было десять детей. Гиллис был занят своим образованием в Утрехте, но около 1610 года (а не 1615 года) переехал в Амстердам, где у него крестилось шестеро детей. В 1622 году умерла его жена. В 1628 году он женился на двадцатилетней Анне Шпиринкс (Anna Spierinx).
В 1636 году Гиллис возглавил амстердамскую Гильдию Святого Луки.

## Творчество
Гиллис Клас де Хондекутер писал воображаемые пейзажи во фламандской традиции, часто с религиозными мотивами. Вначале в стиле Гиллиса ван Конинкслоо, но позже больше в манере Руланта Саверея. Его пейзажи становились все более голландскими по своему характеру, и он отдавал предпочтение изображению птиц и животных. Изображение фигур Гиллис оставлял живописцу Давиду Винкбонсу, также из Мехелена. Первая из известных работ Гиллиса Класа датируется 1602 годом. Постепенно его стиль эволюционировал от традиционной фламандской пейзажной живописи в сторону зарождавшегося тонального пейзажа, родоначальниками которого стали Эсайас ван де Велде, Ян ван Гойен и Питер де Молейн. Помимо живописи Гиллис много рисовал пером и тушью, гравировал в технике офорта. С 1622 года специализировался на изображении домашних и экзотических животных.
Произведения Хондекутера представлены в Рейксмюсеуме в Амстердаме, Центральном музее Утрехта и других музеях Нидерландов; в России — в Санкт-Петербургском Эрмитаже: «Лесной пейзаж с пророком Илией и животными» (1624) и «Ноев ковчег».
- Иисус, исцеляющий слепого. 1608. Холст, масло. Музей Гелвинк-Хинлопен, Амстердам
- Рай. После 1615. Холст, масло. Национальный музей, Варшава
- Персей и Андромеда с дронтом и ракушками. 1627. Холст, масло. Местонахождение не установлено
- Лесной пейзаж с пастухами и стадом. 1632. Дерево, масло. Частное собрание